# Präsident Naurus

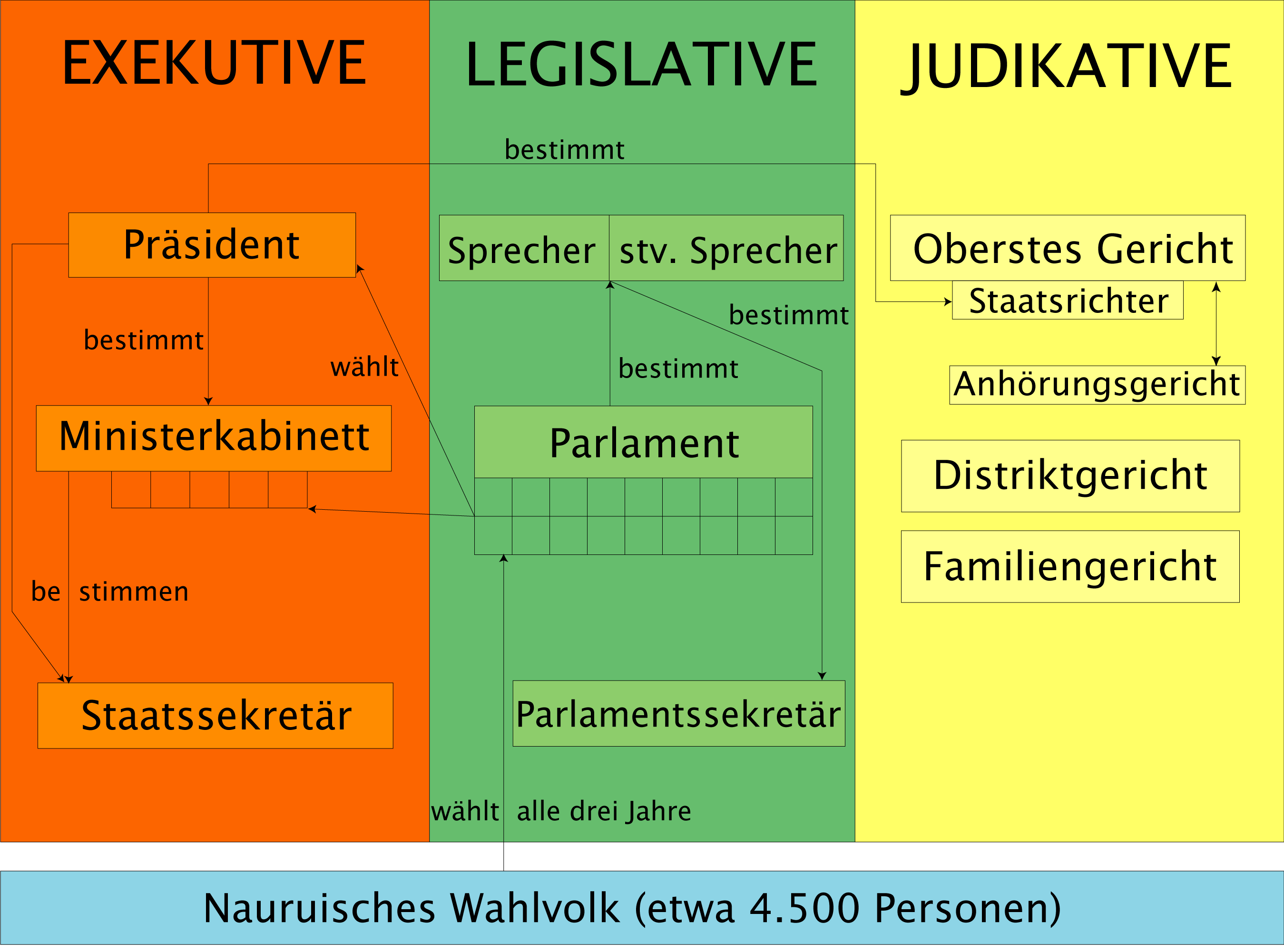
Gewaltensystem in Nauru

Der Präsident Naurus, amtlich nauruisch Pretiden Naoero, englisch President of Nauru, ist sowohl Staatsoberhaupt als auch Regierungschef der Republik Nauru.

## Wahl und Aufgaben
Das Nauruische Parlament wird in der Regel alle drei Jahre gewählt und wählt aus seiner Mitte einen Präsidenten, der üblicherweise nach den nationalen Parlamentswahlen von den neugewählten Parlamentsabgeordneten mit einer relativen Mehrheit gewählt wird. Es liegt ein Regierungssystem der parlamentsgebundenen Exekutivgewalt vor.
Der Präsident benennt danach meistens aus Parteigenossen im Parlament sein Kabinett, das – ihn mit eingeschlossen – aus fünf bis sechs Ministern besteht.
Auch der Vorsitzende des Obersten Gerichts (Supreme Court), der sogenannte Staatsrichter (Chief Justice), wird vom Präsidenten ernannt.

## Bisherige Amtsträger
Seit der Unabhängigkeit Naurus 1968 gab es folgende Präsidenten.
| N  | Name              | Daten der Präsidentschaft | Daten der Präsidentschaft |                      |
| N  | Name              | Beginn                    | Ende                      | Beendigungsgrund     |
| -- | ----------------- | ------------------------- | ------------------------- | -------------------- |
| 1  | Hammer DeRoburt   | 31. Januar 1968           | 22. Dezember 1976         | Abwahl               |
| 2  | Bernard Dowiyogo  | 22. Dezember 1976         | 19. April 1978            | Rücktritt            |
| 3  | Lagumot Harris    | 19. April 1978            | 15. Mai 1978              | Misstrauensvotum     |
| 4  | Hammer DeRoburt   | 15. Mai 1978              | 17. September 1986        | Misstrauensvotum     |
| 5  | Kennan Adeang     | 17. September 1986        | 1. Oktober 1986           | Misstrauensvotum     |
| 6  | Hammer DeRoburt   | 1. Oktober 1986           | Dezember 1986             | Misstrauensvotum     |
| 7  | Kennan Adeang     | Dezember 1986             | Dezember 1986             | Misstrauensvotum     |
| 8  | Hammer DeRoburt   | Dezember 1986             | 17. August 1989           | Misstrauensvotum     |
| 9  | Kenos Aroi        | 17. August 1989           | 12. Dezember 1989         | Rücktritt            |
| 10 | Bernard Dowiyogo  | 12. Dezember 1989         | 22. November 1995         | Abwahl               |
| 11 | Lagumot Harris    | 22. November 1995         | 11. November 1996         | Misstrauensvotum     |
| 12 | Bernard Dowiyogo  | 11. November 1996         | 26. November 1996         | Misstrauensvotum     |
| 13 | Kennan Adeang     | 26. November 1996         | 19. Dezember 1996         | Misstrauensvotum     |
| 14 | Ruben Kun         | 19. Dezember 1996         | 13. Februar 1997          | Abwahl               |
| 15 | Kinza Clodumar    | 13. Februar 1997          | 18. Juni 1998             | Misstrauensvotum     |
| 16 | Bernard Dowiyogo  | 18. Juni 1998             | 27. April 1999            | Abwahl               |
| 17 | René Harris       | 27. April 1999            | 20. April 2000            | Abwahl               |
| 18 | Bernard Dowiyogo  | 20. April 2000            | 30. März 2001             | Misstrauensvotum     |
| 19 | René Harris       | 30. März 2001             | 9. Januar 2003            | Misstrauensvotum     |
| 20 | Bernard Dowiyogo  | 9. Januar 2003            | 17. Januar 2003           | Misstrauensvotum     |
| 21 | René Harris       | 17. Januar 2003           | 18. Januar 2003           | Misstrauensvotum     |
| 22 | Bernard Dowiyogo  | 18. Januar 2003           | 10. März 2003             | Tod                  |
| 23 | Derog Gioura      | 10. März 2003             | 29. Mai 2003              | Abwahl               |
| 24 | Ludwig Scotty     | 29. Mai 2003              | 8. August 2003            | Misstrauensvotum     |
| 25 | René Harris       | 8. August 2003            | 22. Juni 2004             | Misstrauensvotum     |
| 26 | Ludwig Scotty     | 22. Juni 2004             | 19. Dezember 2007         | Misstrauensvotum     |
| 27 | Marcus Stephen    | 19. Dezember 2007         | 10. November 2011         | Rücktritt            |
| 28 | Frederick Pitcher | 10. November 2011         | 15. November 2011         | Abwahl               |
| 29 | Sprent Dabwido    | 15. November 2011         | 11. Juni 2013             | Abwahl               |
| 30 | Baron Waqa        | 11. Juni 2013             | 27. August 2019           | Abwahl               |
| 31 | Lionel Aingimea   | 27. August 2019           | 28. September 2022        | trat nicht erneut an |
| 32 | Russ Kun          | 28. September 2022        | 30. Oktober 2023          | Abwahl               |
| 33 | David Adeang      | 30. Oktober 2023          | amtierend                 |                      |

## Residenz des Präsidenten
Die offizielle Präsidialresidenz war früher die Bush Lodge in Aiwo oberhalb der Verladekräne. Das Gebäude wurde 2001 bei Demonstrationen gegen den damaligen Präsidenten René Harris und seine verschwenderische Finanz- und Flüchtlingspolitik niedergebrannt. In Meneng befindet sich auf dem Gelände einer weiteren ehemaligen Präsidialresidenz das heutige Flüchtlingslager State House als Hauptbestandteil des Nauru Regional Processing Centre.